# Пфендтнер, Джефф
Джеффри «Джефф» Пфендтнер (англ. Jeffrey A. "Jeff" Pfaendtner; род. 28 февраля 1967, Детройт, Мичиган) — американский гребец, выступавший за сборную США по академической гребле в период 1988—1996 годов. Бронзовый призёр летних Олимпийских игр в Атланте, серебряный призёр чемпионата мира, обладатель серебряной медали Панамериканских игр, победитель и призёр многих регат национального значения.

## Биография
Джефф Пфендтнер родился 28 февраля 1967 года в Детройте, штат Мичиган.
Первого серьёзного успеха на взрослом международном уровне добился в сезоне 1988 года, когда вошёл в основной состав американской национальной сборной и побывал на чемпионате мира в Милане, откуда привёз награду серебряного достоинства, выигранную в зачёте распашных рулевых восьмёрок лёгкого веса — в решающем финальном заезде уступил только команде из Италии.
В 1990 году в той же дисциплине финишировал шестым на мировом первенстве в Тасмании.
На чемпионате мира 1991 года в Вене стал шестым в лёгких парных четвёрках.
В 1992 году на мировом первенстве в Монреале в парных четвёрках лёгкого веса показал четвёртый результат.
На домашнем чемпионате мира 1994 года в Индианаполисе в лёгких парных четвёрках сумел квалифицироваться лишь в утешительный финал B и расположился в итоговом протоколе соревнований на седьмой строке.
В 1995 году в парных четвёрках лёгкого веса выиграл серебряную медаль на Панамериканских играх в Мар-дель-Плате, тогда как на мировом первенстве в Тампере был в той же дисциплине девятым.
Благодаря череде удачных выступлений удостоился права защищать честь страны на домашних летних Олимпийских играх 1996 года в Атланте. В составе экипажа, куда также вошли гребцы Марк Шнайдер, Дэвид Коллинз и Уильям Карлуччи, в программе лёгких безрульных четвёрок пришёл к финишу третьим позади команд из Дании и Канады — тем самым завоевал бронзовую олимпийскую медаль.
После атлантской Олимпиады Пфендтнер больше не показывал сколько-нибудь значимых результатов в академической гребле на международной арене.